# Коростенська вулиця (Київ)
Ко́ростенська ву́лиця — вулиця у Святошинському районі м. Києва, місцевість Новобіличі. Пролягає від вулиці Олега Мудрака до Робітничої вулиці.
Прилучаються вулиці Рубежівська і Рахманінова.

## Історія
Вулиця виникла у першій половині XX століття під назвою 392-а Нова. Сучасна назва — з 1944 року, на честь м. Коростень на Житомирщині.

## Зображення

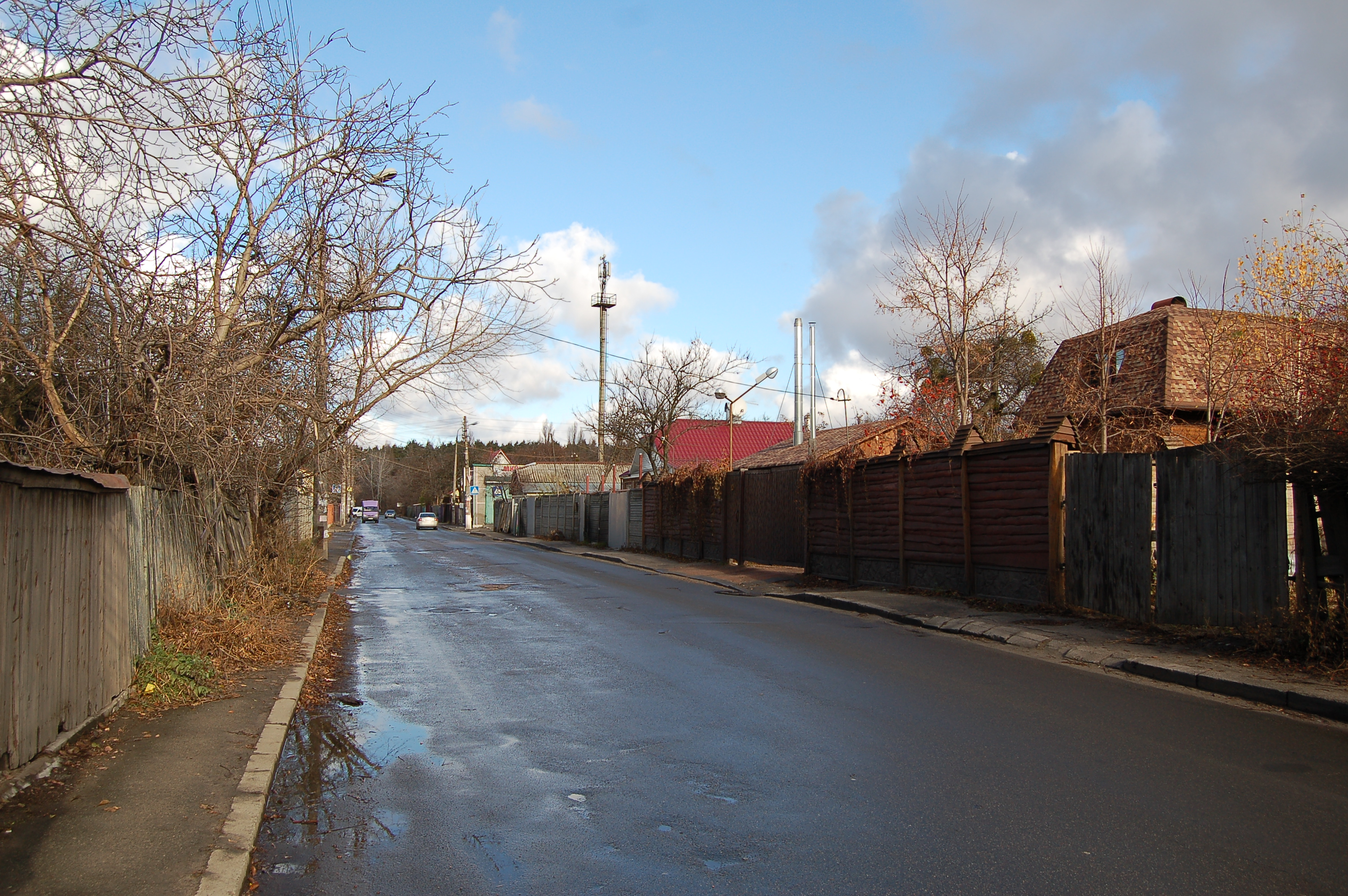